# Paweł Kindelski
Paweł Kindelski (ur. 23 stycznia 1877 w Rymanowie, zm. 4 marca 1926) – doktor praw, podpułkownik audytor Wojska Polskiego.

## Życiorys
Paweł Kindelski urodził się 23 stycznia 1877 w Rymanowie jako syn Pawła (rolnika tamże). W 1897 zdał egzamin dojrzałości w C. K. Gimnazjum Męskim w Sanoku (w jego klasie był m.in. Józef Bielawski, Bronisław Gaweł, Władysław Studziński). Po maturze miał podjąć studia teologiczne. Uzyskał stopień naukowy doktora praw.
Został oficerem C. K. Armii. Został mianowany kadetem rezerwowym w grupie aspirantów zawodowych audytoriatu z dniem 30 października 1903 oraz kadetem piechoty w rezerwie z dniem 16 listopada 1903. Od tego czasu był przydzielony do 80 pułku piechoty we Lwowie, od około 1904 jako zastępca oficera. W połowie 1906, jako rezerwowy kadet, zastępca oficera i aspirant audytoriatu został awansowany na stopień porucznika rezerwy piechoty z dniem 1 sierpnia 1906 i pozostawał nadal przydzielony do 80 pułku. Został awansowany na stopień nadporucznika audytora z dniem 1 maja 1908 oraz jednocześnie przeniesiony z 80 pułku piechoty do 41 pułku piechoty w Czerniowcach, gdzie w kolejnych latach sprawował stanowisko audytora. W międzyczasie został awansowany na stopień kapitana audytora z dniem 1 listopada 1912.
Podczas I wojny światowej w latach około 1915–1918 był obrońcą wojskowym oraz pełnił funkcję referenta sądowego u boku komendanta 8 Dywizji Kawalerii.
Po odzyskaniu przez Polskę niepodległości został przyjęty do Wojska Polskiego. Podczas obrony Lwowa w trakcie wojny polsko-ukraińskiej na przełomie 1918/1919 w randze kapitana audytora zasiadał w pierwszym składzie Sądu Polowego we Lwowie. Z tej jednostki w stopniu majora Korpusu Sądowego w lutym 1919 został przydzielony do Sądu Wojennego w Dowództwie Okręgu Generalnego „Warszawa”. Dekretem z 22 maja 1920 został zatwierdzony w stopniu podpułkownika w korpusie sądowym z dniem 1 kwietnia 1920. Zweryfikowany w tym stopniu ze starszeństwem z dniem 1 czerwca 1919. W 1923 był sędzią orzekającym Wojskowego Sądu Okręgowego Nr I w Warszawie. W 1924 był przydzielony do Naczelnego Prokuratora Wojskowego przy Najwyższym Sądzie Wojskowym. W lutym 1926 został przydzielony z Ministerstwa Spraw Wojskowych do Prokuratury przy Najwyższym Sądzie Wojskowym na stanowisko podprokuratora. Zmarł 4 marca 1926.

## Ordery i odznaczenia
- Kawaler Orderu Franciszka Józefa z dekoracją wojenną (Austro-Węgry, 1917)[30][20]
- Brązowy Medal Zasługi Wojskowej na wstążce Krzyża Zasługi Wojskowej (Austro-Węgry, ok. 1916)[19]
- Krzyż Jubileuszowy Wojskowy (Austro-Węgry, ok. 1908)[14]
- Krzyż Pamiątkowy Mobilizacji 1912–1913 (Austro-Węgry, ok. 1913)[16]